# 阿朗博尔
阿朗博尔（Arambol）是位于印度北果阿縣佩尔内姆的一個漁村，當地距離果阿國際機場有约90分钟车程，並且位於帕纳吉以北43公里。11月至3月期間，有許多游客光顧當地的海滩。阿朗博尔當地人口約5,300。 